# پابلو والکارتسه
پابلو والکارتسه (انگلیسی: Pablo Valcarce؛ زادهٔ ۳ فوریهٔ ۱۹۹۳) بازیکن فوتبال اهل اسپانیا است.
از باشگاه‌هایی که در آن بازی کرده‌است می‌توان به باشگاه فوتبال نومانسیا اشاره کرد.